# 虞謙
虞 謙（ぐ けん、至正26年（1366年）- 宣徳2年3月24日（1427年4月20日））は、明代の官僚。字は伯益。本貫は鎮江府金壇県。

## 生涯
虞徳華と周氏のあいだの子として生まれた。洪武28年（1395年）、国子生から刑部山東司郎中に抜擢された。杭州府知府として出向した。
建文年間、虞謙は仏僧や道士の所有する田地を10畝を超えない範囲に制限し、超過分を貧民に分配給付するよう請願した。建文帝はこれを聞き入れた。建文4年（1402年）9月、永楽帝に召し出されて大理寺左少卿となった。永楽初年、建文年間の制度改正について問題視されると、虞謙は以前の上奏について報告して自ら処罰を願い出た。永楽帝は虞謙を釈放して不問に付したが、仏僧や道士の田地所有制限については撤廃された。ときに都察院が他人を騙した罪について、洪武年間の掲示の例に準じて梟首の刑が相当であるとした。虞謙は他人を騙した罪は杖刑や流刑が相当で、梟首は詔書の意に沿っていないと上奏した。永楽帝は虞謙の意見に従った。天津衛の倉で火災が発生し、食糧数十万石が焼ける被害を出した。その倉では横領が多発しており、放火して証拠を隠滅した結果であると御史が告発した。逮捕者は800人に及び、死罪とされる者は100人を数えた。虞謙は刑罰の濫用を諫める上奏をおこない、その多くを減刑させた。
永楽7年（1409年）、永楽帝が北巡すると、皇太子朱高熾が上奏して虞謙は右副都御史となった。永楽8年（1410年）、虞謙は給事中の杜欽とともに淮安府・鳳陽府から陳州にかけての災害の被害を巡視し、田租を免除し、人身売買された民衆の子女を買い戻した。永楽9年（1411年）、虞謙が振給を請願すると、太子朱高熾は汲黯にたとえてその労をねぎらった。ほどなく虞謙は両浙と蘇州府・松江府の食糧を南京・北京および徐州・淮安に輸送するのを監督するよう命じられた。こうした労役では富民が役人に賄賂を渡して近い土地への輸送を担当し、貧民の多くが遠い土地への運送を担当するのが常例であった。虞謙は輸送の労役を四等に分けるよう建議した。人員が多く輸送する食糧の最も少ない者は北京に運び、次に少ない者は徐州に運び、人員と食糧の釣り合っている者は南京・淮安に運び、人員が少なく輸送する食糧の多い者は本土に留まることとした。また虞謙が木材の運送を監督し、役夫のあいだで疫病が流行したことがあった。虞謙が役夫に分散蟄居を命じると、疫病は終息した。永楽19年（1421年）4月、虞謙は給事中の許能とともに浙江を巡撫した。
永楽22年（1424年）8月、洪熙帝（朱高熾）が即位すると、虞謙は召還されて、大理寺卿に転じた。ときに呂升が大理寺少卿をつとめ、仰瞻が大理寺丞をつとめていたが、虞謙はさらに厳本を推薦して大理寺正とした。洪熙帝は刑事司法に慎重であったが、虞謙らは司法の公平であることを求めた。虞謙は詔に応じて七事を上奏し、当世の急務について述べたが、上奏内容を秘密にせず、外朝の支持を求めた。10月、このことが洪熙帝の怒りを買い、虞謙は大理寺少卿に降格された。楊士奇が口添えして、帝も虞謙の処遇について翻意した。11月、虞謙は大理寺卿にもどされた。洪熙元年（1425年）、宣徳帝が即位すると、虞謙は「旧制では、死罪を犯した者は終身の罰役を受けていました。いまは犯した罪に不釣り合いであるので、罪の軽重によって年限を分けるのがよろしいでしょう」と上奏し、許可された。
宣徳2年3月壬子（1427年4月20日）、在官のまま死去した。享年は62。

## 子女
- 虞禎
- 虞祥
- 虞禋